# Jefferson (Contea di Jefferson, Wisconsin)
Jefferson è un comune degli Stati Uniti d'America, situato nello Stato del Wisconsin, nella contea di Jefferson, della quale è il capoluogo.